# جیانی روسو
جیانی روسو (انگلیسی: Gianni Russo؛ زادهٔ ۱۲ دسامبر ۱۹۴۳) یک هنرپیشه اهل ایالات متحده آمریکا است. وی از سال ۱۹۷۲ میلادی تاکنون مشغول فعالیت بوده‌است.
از فیلم‌ها یا برنامه‌های تلویزیونی که وی در آن نقش داشته است می‌توان به پدرخوانده، پدرخوانده: قسمت دوم، مرد خانواده اشاره کرد.